# منصور القميزي
منصور القميزي(ولد في 4 فبراير 1989 ) لاعب كرة قدم سعودي و يلعب في الوسط.
مثل نادي الشباب في الفئات السنية و لعب بعدها لأندية الفيحاء و المجزل و الشرق و الوشم و الدرعية .